# Echthistatus
Echthistatus — род жуков-усачей из подсемейства ламиин.

## Описание
Пятый членик усиков только немного короче четвёртого. и всего в 1,3 или 1,4 раза короче третьего. Усики самцов гораздо длиннее тела. Переднеспинка с очень большими боковыми бугорками и очень длинными, острыми шипами. Надкрылья с сильным вдавлением позади очень резко намеченных плечевых углов, на вершине вытянутые в длинный и шиповидный зубец.

## Систематика
В составе рода:
- Echthistatus binodosus
- Echthistatus spinulosus Pascoe, 1862